# Service de la météorologie de la Nouvelle-Calédonie
Le Service de la météorologie de la Nouvelle-Calédonie est un service mixte dépendant du gouvernement de la Nouvelle-Calédonie et de Météo-France. Il est chargé de la prévision, de l'étude des phénomènes météorologiques en Nouvelle-Calédonie et à Wallis-et-Futuna et de l'émission des alertes météorologiques.

## Description
Le Service fut créé le 16 mars 1992 et Météo-France y est représenté par sa Direction Interrégionale en Nouvelle-Calédonie et à Wallis-et-Futuna. Un système de management de la qualité a été mis en place depuis fin 2005 et l’établissement est certifié, par le Bureau Veritas, ISO 9001-2008. Son directeur actuel est Hugues Ravenel.
L’effectif du service est de 73 personnes en Nouvelle-Calédonie et de 7 autres à Wallis-et-Futuna. Son budget provient de 75 % à 80 % de Météo-France, le complément provenant du budget de la Nouvelle-Calédonie. La direction et le service de prévisions sont situées au faubourg Blanchot, à Nouméa. Il y a de nombreuses stations météorologiques dont celles avec personnel aux aéroports de Magenta et Tontouta et des stations automatisées aux aérodromes de Koumac et Lifou-Wanaham.

## Mission
Les missions du Service météo de Nouvelle-Calédonie sont :
- Collecte et archivage des données météo par l'entretien d'un réseau de stations d'observation et de 3 radars météorologiques (Tiébaghi, Nouméa et Lifou[5])
- Sécurité des personnes et des biens par des prévisions et alertes météorologiques ;
- Assistance météorologique à la sécurité aéronautique ;
- Assistance aux transports maritimes et terrestres, à l'agriculture, au tourisme, à l'industrie, aux travaux publics, aux loisirs, etc. ;
- Diffusion par les médias et les moyens spécialisés ;
- Participation à la veille météorologique mondiale.

## Identité visuelle

Évolution du logotype
Ancien logotype.
Logotype actuel.